# إدوارد ووكر (سياسي)
إدوارد ووكر (بالإنجليزية: Edward Walker)‏ هو سياسي أمريكي، ولد في 1969 ببوتي في الولايات المتحدة. حزبياً، نشط في الحزب الجمهوري. وقد انتخب عضو مجلس ولاية مونتانا.